# عرفاء ممشطية
عرفاء ممشطية (الاسم العلمي:Cristispira pectinis) هي نوع من البكتيريا تتبع جنس العرفاء من الفصيلة البوريلية.